# Tätörtsväxter
Tätörtsväxter (Lentibulariaceae) är en växtfamilj med zygomorfa blommor som bildas av ett tvåläppigt foder och en likaledes tvåläppig krona som har en sporre och vars övre läpp är kortare än den nedre. Ståndarna är två till antalet och har enrummiga knappar. Det finns en pistill i blomman och den har ett platt, tvåflikigt märke. Frukten är en enrummig, mångfröig kapsel med centralt fröfäste. Fröna är mycket små. 
Alla arterna är örter som växer antingen i vatten, på vattendränkt mark eller epifytiskt bland mossa. De saknar ofta rötter. Bladen har mycket olika utseende och har ofta mekanismer för att fånga insekter. 
I Sverige finns två av familjens totalt fyra släkten representerade: tätörter (Pinguicula) och bläddror (Utricularia).  Familjen omfattar cirka 250 arter.